# Avez del Prinzipe
Avez del Prinzep (o Avez del Prinzipe) era l'abete bianco più alto d'Europa. L'albero è morto nel novembre 2017.

## Descrizione
L'Avez del Prinzipe era stato segnalato dal Corpo Forestale dello Stato quale albero monumentale d'Italia sito nel comune di Lavarone (TN), in località Malga Laghetto, sulle Prealpi trentine. Era alto 54 metri ed aveva una circonferenza di 5,6 metri.
Il nome Avéz (abete bianco) del Prìnzep trae origine da una leggenda popolare secondo cui il grande albero apparteneva, un tempo lontano, al Capo comune di Luserna, soprannominato Prìnzipe.
Nel 1997, vent'anni prima della morte, stime ne davano un'età di circa 244 anni.
L'albero cadde durante la perturbazione che interessò il Norditalia nelle giornate di domenica e lunedì 12-13 novembre 2017, le forti raffiche di vento (che sfiorarono i 100 km/h) spezzarono l'albero, facendolo cadere quasi per intero contro la pedana costruitagli attorno: alla base rimase solo un troncone di 4 metri mentre i restanti 50 erano schiantati al suolo.

## Galleria d'immagini

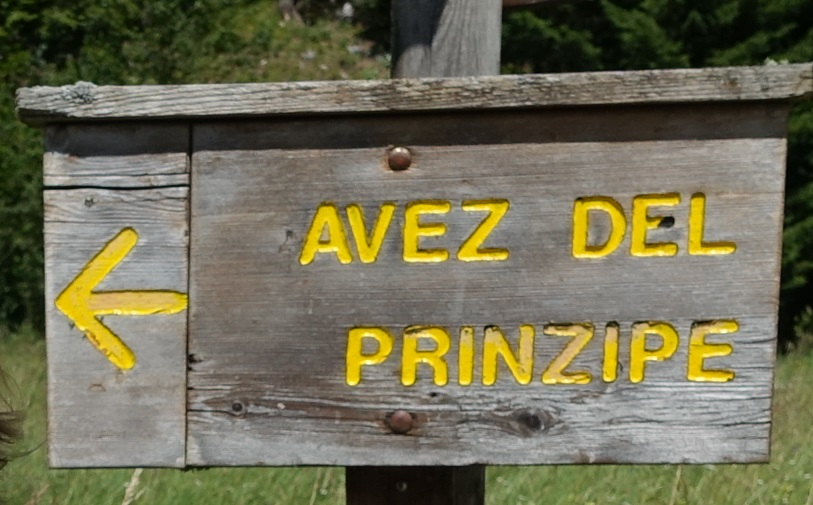
Pannello di direzione per camminare all'albero
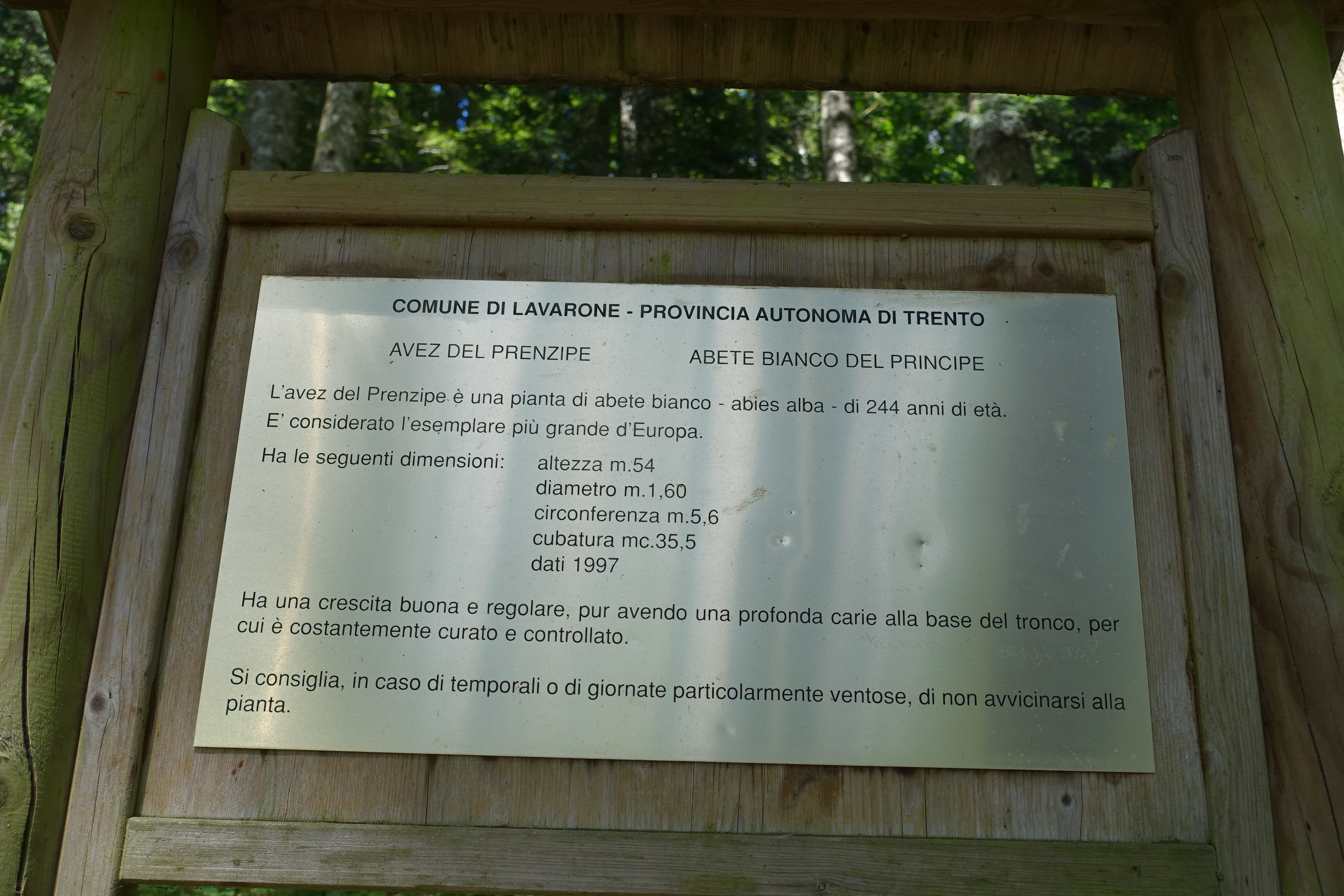
Pannello d'informazioni accanto all'albero
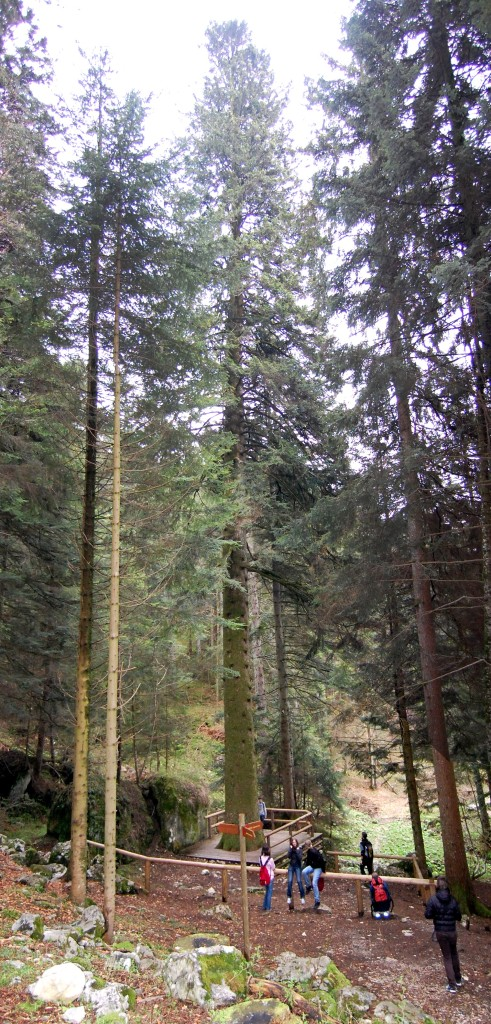
L'Avez del Prinzep